# Richard McKinney
Richard Lee „Rick“ McKinney (* 12. Oktober 1953 in Decatur, Indiana) ist ein US-amerikanischer Bogenschütze.
McKinney nahm an vier Olympischen Spielen teil; in den Einzelwettbewerben wurde er 1976 in Montréal Vierter, 1984 in Los Angeles gewann er die Silbermedaille als Zweiter; bei den Spielen 1988 in Seoul erreichte er Platz 6, vier Jahre später in Barcelona enttäuschte er mit Rang 40.
In der Mannschaft wurde er zweimal eingesetzt und erreichte neben der Silbermedaille 1988 in Barcelona den sechsten Platz.
Daneben war McKinney drei Mal Weltmeister im Bogenschießen, 1977, 1983 und 1985. Mit der Mannschaft triumphierte er sogar fünfmal in Folge, von 1975 bis 1983.
Nach seiner aktiven Karriere blieb er dem Bogenschießen in der Entwicklung von Kohlenstofffaserbogen treu.
1996 schrieb er das Buch The simple art of winning für Recurve-Sportler.